# Qaamasoq Killeq
Qaamasoq Killeq är en sjö i Narsaq på Grönland.